# Gemeiner Tiegelteuerling
Der Gemeine Tiegelteuerling (Crucibulum laeve, Syn.: C. vulgare) ist eine Pilzart aus der Familie der Champignonverwandten. Er ist der einzige Gattungsvertreter in Deutschland. Der Gemeine Tiegelteuerling wurde von der Deutschen Gesellschaft für Mykologie zum Pilz des Jahres 2014 ernannt.

## Merkmale

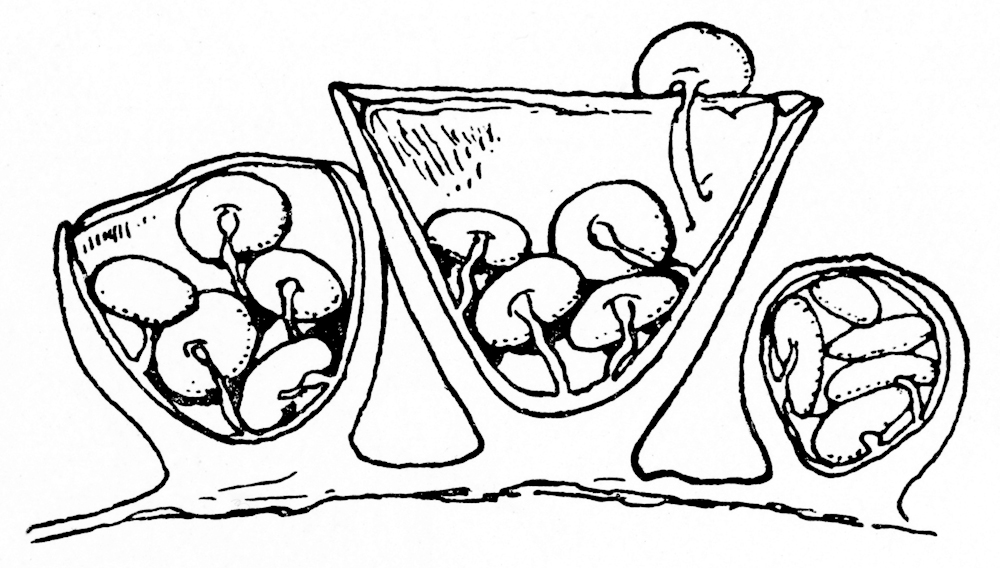
Schematischer Längsschnitt durch verschieden entwickelte Fruchtkörper des Gemeinen Tiegelteuerlings

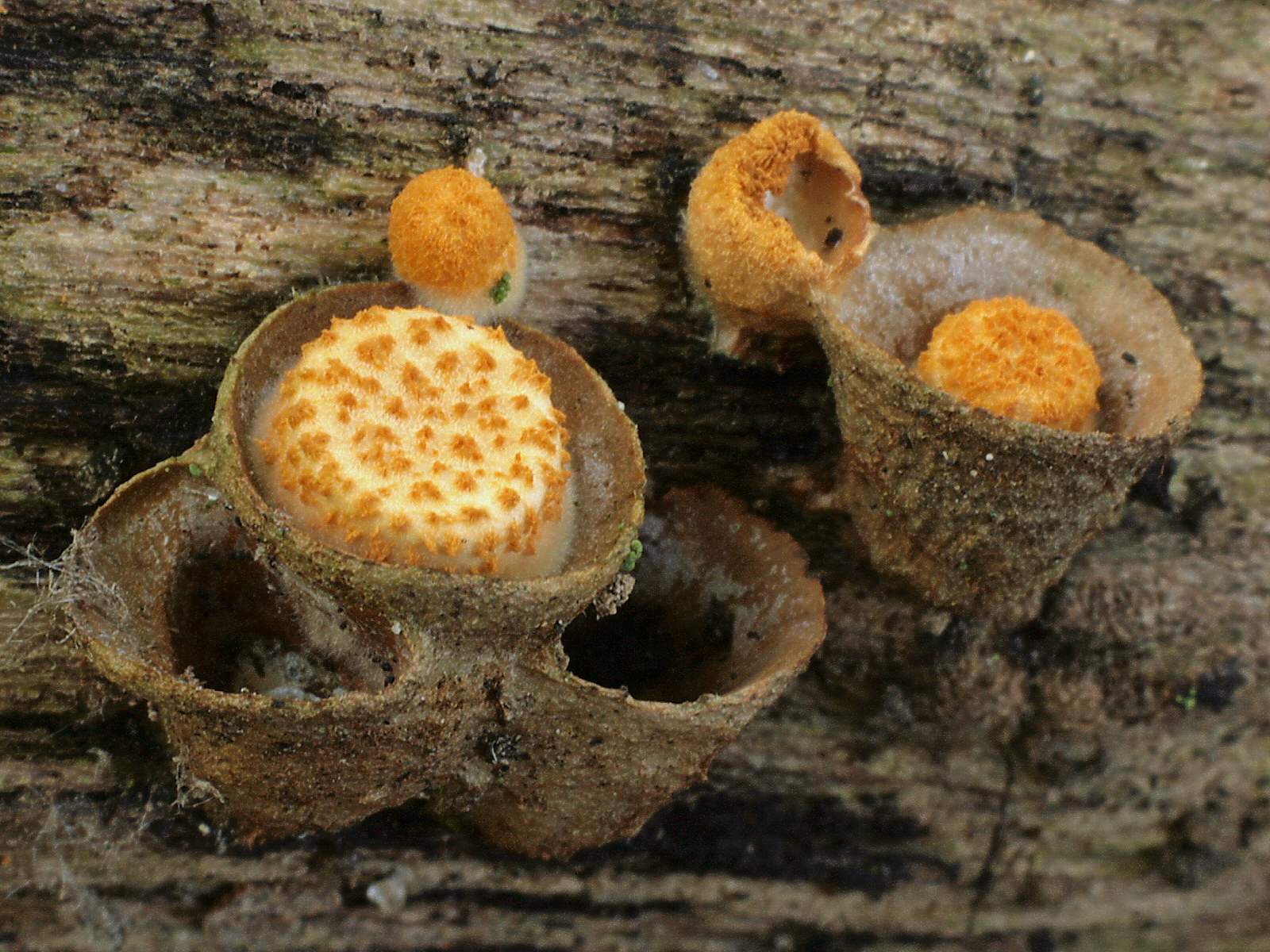
Kurios: In den alten Überresten des Gemeinen Tiegelteuerlings wachsen neue Fruchtkörper heran.

### Makroskopische Merkmale
Die zunächst kugeligen Fruchtkörper strecken sich später tönnchenförmig und breiten sich zuletzt tiegelförmig aus. Sie erreichen eine Höhe von 1 cm. Die Wände der geschlossenen Sporenbehälter (Peridien) sind jung weißfilzig bekleidet und oben mit einem gelben bis orange- oder ockerfarbenen und filzig-flockig strukturierten Deckel (Epiphragma) verschlossen. Während des Wachstums reißt das Häutchen ein – die am Rand anhaftenden Reste sind flüchtig und bei älteren Fruchtkörpern verschwunden. Im Inneren liegen linsenförmige Sporenpakete (Peridiolen). Sie messen 1–1,5 mm im Durchmesser und sind mit einem feinen Tramastrang (Funiculum) an der glatten und weißlichen bis gelblichen Innenseite befestigt.

### Mikroskopische Merkmale
Die 8–11,5 × 4,5–6 Mikrometer großen Sporen sind hyalin und elliptisch geformt. Die Sporenwand ist dick und glatt.

## Artabgrenzung
Die „echten“ Teuerlinge (Cyathus) haben keine gelblich-orangen Farben und statt eines Verschlussdeckels ein weißes Häutchen über die Öffnung gespannt. Außerdem besitzen sie einfacher aufgebaute Tramastränge an den Peridiolen und eine 3- statt 1-schichtig aufgebaute Peridie. Der deutlich seltenere Vollgestopfte Nestling (Nidularia deformis) hat kein Epiphragma. Reife Fruchtkörper sind dunkelbraun gefärbt.

## Ökologie und Phänologie

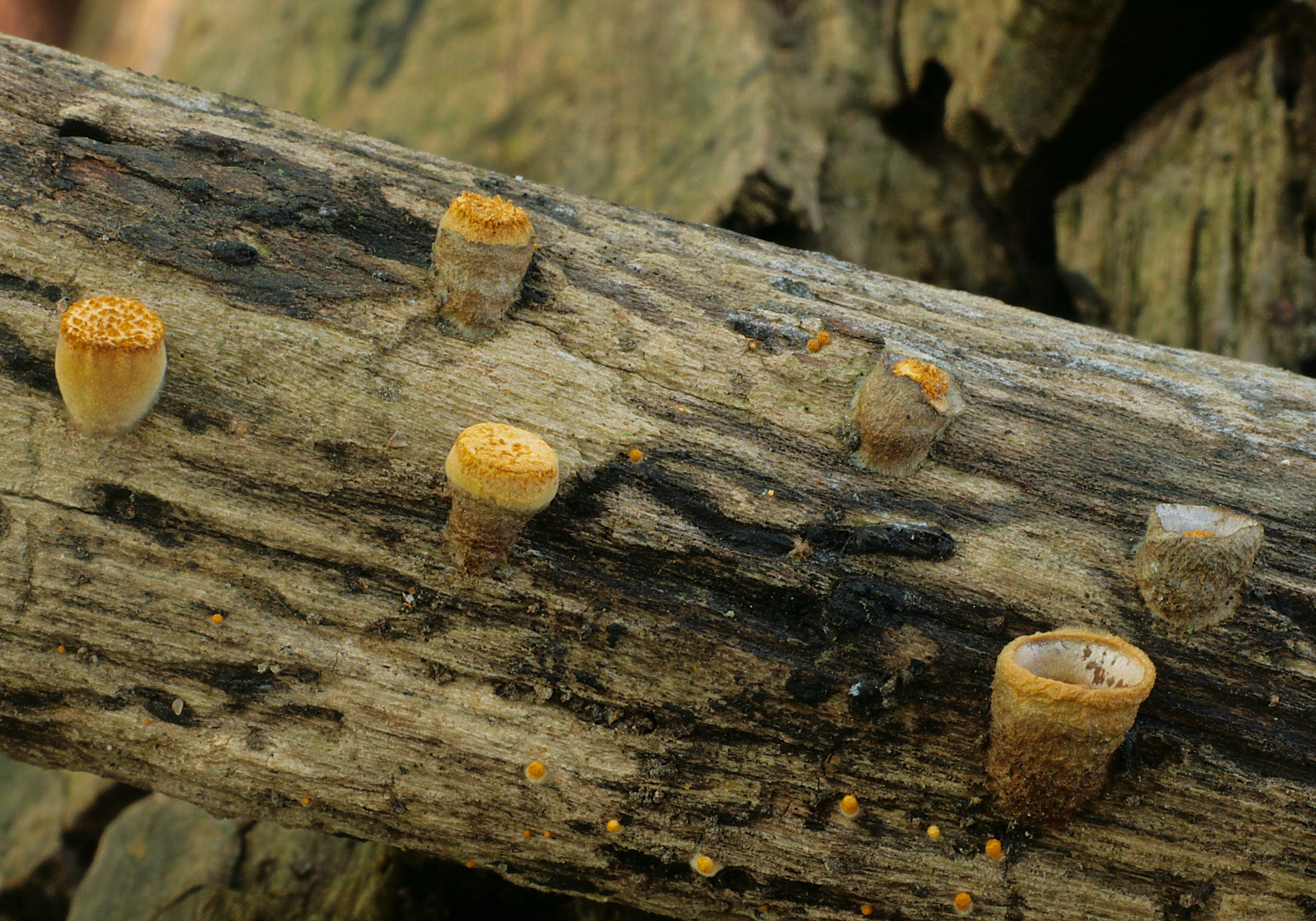
Hier fruktifiziert der Gemeine Tiegelteuerling auf einem entrindeten Ast.

Der Tiegelteuerling lebt als Saprobiont auf Holzresten, Zweigen und Zapfen diverser Laub- und Nadelhölzer. Auch auf Pflanzenstängeln und morschen Strohdächern kann die Art gefunden werden:350. Bisweilen besiedelt sie auch den Erdboden. Der Pilz kommt in verschiedenen Waldtypen, oft an Waldrändern oder auf Kahlschlägen, seltener in Gärten oder auf Viehweiden vor.
Die Fruchtkörper des Tiegelteuerlings erscheinen von Juni bis Oktober.

## Bedeutung
Die Art hat keinen Speisewert und ist wirtschaftlich unbedeutend.